# شعار القدس الإسرائيلي
يُعدُّ شعار بلدية القدس الرمز الرسمي لمدينة القدس منذ عام 1950. والعنصر الرئيسي في الشعار هو الأسد، والذي يمثل "أسد يهوذا"، رمز سبط يهوذا ثم فيما بعد مملكة يهوذا التي كانت عاصمتها هي القدس. تُمثِّل خلفية الشعار أسوار القدس وحائط البراق (المبكى)، ويُمثِّل غصن الزيتون البحث عن السلام. أما النقش فوق القمة فهو الاسم العبري للقدس (يروشاليم).

## التاريخ
بعد فترة وجيزة من تأسيس دولة إسرائيل، نظم عمدة المدينة غيرشون أغرون منافسة تصميمية من أجل إنشاء الشعار الوطني للمدينة. وقد صُمِّم التصميم الفائز من قبل فريق بقيادة إيلياهو كورين، المدير المؤسس لقسم التخطيطات في الصندوق القومي اليهودي، ومُصمِّم كتب.
في عام 1943، صادقت بلدية القدس على شعار مختلف للمدينة، لكن سلطات الانتداب البريطاني لم تصادق على هذا القرار.

## وصلات خارجية
- Jerusalem Civil Ensign